# Большое Петрово (Псковская область)
Большое Петрово — деревня в Порховском районе Псковской области. Входит в состав сельского поселения «Славковская волость».
Расположена на юге района, в 41 км к юго-западу от райцентра Порхова, к северу от села Славковичи.
Численность населения деревни на 2000 год составляла 22 жителя.